# Décès en juin 1964
Décès
- 1960
- 1961
- 1962
- 1963
- 1964
- 1965
- 1966
- 1967
- 1968

Pour une information complémentaire, voir la page d'aide.

| Date    | Nom                             | Pays                                        | Activités                                        | Âge | Source |
| ------- | ------------------------------- | ------------------------------------------- | ------------------------------------------------ | --- | ------ |
| 6 juin  | Hermann de Saxe-Weimar-Eisenach | Drapeau de l'Allemagne                      | Prince allemand.                                 | 78  |        |
| 19 juin | Jiang Menglin                   | Drapeau de la République populaire de Chine | Professeur, écrivain et homme politique chinois. | 78  |        |